# КВК Раднички Крагујевац
КВК Раднички је ватерполо клуб из Крагујевца, Србија. Основан је 25. априла 2012. године као Ватерполо клуб Раднички. То име је носио до краја сезоне 2015/16. Највећи успех је остварио освајањем Купа Европе у сезони 2012/13, а годину дана касније поражени су у финалу Лиге шампиона.
У мају 2016. године формиран је нови клуб који је понео име Крагујевачки ватерполо клуб Раднички. Под новим именом клуб је освојио Куп Србије у сезони 2019/20. У сезони 2020/21. године постали су први српски клуб који је освојио регионалну Јадранску лигу. Исте сезони први пут су постали прваци Србије.
Од 2019. године приступили су Спортском привредном друштву Раднички.

## Историја

### Ватерполо клуб Раднички
Након отварања првог затвореног базена у Крагујевцу крајем 2011. стекли су се и услови за оснивање ватерполо клуба. Раднички Крагујевац је основан 25. априла 2012. и са такмичењем је кренуо лета исте године у Другој лиги Србије - група Југ, што је трећи ранг такмичења. Као првак групе Југ Раднички је обезбедио пласман на фајнал фор за улазак у виши ранг, где је победом у полуфиналу против Новог Београда прошао у финале и тако обезбедио пласман у виши ранг, Прву Б лигу Србије. У финалу фајнал фора који није имао такмичарски значај су ипак поражени од Краљева са 19:14.
Након најава да ће иза клуба финансијски стати град и да ће бити доведена велика појачања, међу којима су први дошли репрезентативци Вања Удовичић , Борис Злоковић и Филип Филиповић , Ватерполо савез Србије је у циљу промоције ватерпола прихватио захтев Радничког да прескочи један ранг и учествује у Првој А лиги Србије, а такође је издејствовао и његово учешће у Купу Европе, другом по јачини европском такмичењу. Током септембра 2012. Раднички је на позицији тренера ангажовао Дејана Удовичића, тадашњег селектора репрезентације Србије.
Раднички се у свом првом учешћу у ЛЕН Купу Европе у сезони 2012/13. пласирао у финале, а од квалификационог турнира па до полуфиналног двомеча забележио је свих осам победа. У финалу се састао са италијанском Флоренцијом, 20. марта у првом мечу у гостима је победио са 8:4, док је 6. априла на домаћем терену још једном савладао Флоренцију са 7:6 и тако освојио први трофеј у историји клуба.
Серију победа на европској сцени наставили су и наредне сезоне (2014/15), када су остварили свих 10 победа у лигашком делу Лиге шампиона, затим славили у полуфиналу завршног турнира против Партизана, али су на крају у финалу поражени од домаће Барселонете, резултатом 7:6. Измењени тим Радничког у Лигу шампиона пласирао се и следеће сезоне (2015/16), али није успео да дође и до завршног турнира.
У домаћем првенству у 2013/14, 2013/14. и 2014/15. Раднички је три пута за редом стизао до финала, али ниједном није успео да се окити шампионском титулом. Дуго жељени домаћи трофеј освојио је у Купу Србије 2015. године победом над Партизаном од 5:4. Због финансијских проблема одустао је од такмичења након сезоне 2015/16 у којој је у Првенству Србије заузео треће место.

### Крагујевачки ватерполо клуб Раднички

#### Нови почетак
Нови клуб основан је у мају 2016. године и добио је назив Крагујевачки ватерполо клуб (КВК Раднички). Клуб је кренуо од почетка, али је екипа састављена од кадета и јуниора, као најмлађа у такмичењу у такмичењу освојила бронзу на завршном турниру Друге лиге Србије и тако се пласирала у виши ранг, Прву Б лигу. Екипа предвођена тренером Урошем Стевановићем на импресиван начин је освојила Прву Б лигу (2016/17). После максималног учинка од 10 победа у лигашком делу групе „Југ“, КВК Раднички је у финалу завршног турнира савладао победнички тим групе „Север“, домаћи Бечеј 15:5.
Наредне сезоне (2017/18) освојили су Прву А лигу, остваривши девет победа и само један пораз. Тиме је изборио пласман у Суперлигу Србије, у којој се надметао са најбољим српским тимовима и на крају завршио на деоби петог места, остваривши пласман у Регионалну А2 лигу за сезону 2018/19.

#### Освајање трофеја
Други пут у својој историји, а први пут под новим именом, освојили су куп у сезони 2019/20. када су у Београду победили екипу Шапца са 10:8 и тако им се реванширали за пораз у финалу годину дана раније.
У сезони 2020/21. године постали су први српски клуб који је освојио регионалну Јадранску лигу. На завршном турниру у Загребу, у полуфиналу су победили домаћу Младост 14:13 након петераца. У финалу су победили дубровачки Југ са 14:12. Сезона је крунисана освајањем Првенства Србије. У финалу са 2:1 у победама били су бољи од Новог Београда и тако први пут у историји постали прваци Србије. У сезони 2021/22. су трећи пут освојили Куп, победом у финалу над Новим Београдом.
У сезони 2024/25, други пут у својој историји освојили су Јадранску лигу. На завршном турниру који се играо у Херцег Новом, у полуфиналу је Раднички савладао Нови Београд 13:10, а затим у финалу и Јадран из Сплита идентичним резултатом. Тако су постали први клуб из Србије који је два пута освојио Јадранску лигу. У истој сезони су други пут постали прваци Србијe, победивши у финалу Нови Београд са 2:1 у победама.

## Успеси
| Такмичење                   | Такмичење                | Број                     | Година                                       |                          |
| Национална такмичења — 5    | Национална такмичења — 5 | Национална такмичења — 5 | Национална такмичења — 5                     | Национална такмичења — 5 |
| Национално првенство — 2    | Национално првенство — 2 | Национално првенство — 2 | Национално првенство — 2                     | Национално првенство — 2 |
| --------------------------- | ------------------------ | ------------------------ | -------------------------------------------- | ------------------------ |
| Првенство Србије            | Првак                    | 2                        | 2020/21, 2024/25.                            |                          |
| Првенство Србије            | Други                    | 5                        | 2012/13, 2013/14, 2014/15, 2021/22, 2023/24. |                          |
| Првенство Србије            | Трећи                    | 2                        | 2015/16, 2022/23.                            |                          |
| Национални куп — 3          |                          |                          |                                              |                          |
| Куп Србије                  | Победник                 | 3                        | 2014/15, 2019/20, 2021/22.                   |                          |
| Куп Србије                  | Финалиста                | 4                        | 2013/14, 2015/16, 2018/19, 2020/21.          |                          |
| Регионална такмичења — 2    |                          |                          |                                              |                          |
| Јадранска лига              | Победник                 | 2                        | 2020/21, 2024/25.                            |                          |
| Јадранска лига              | Финалиста                | 0                        | /                                            |                          |
| Јадранска лига              | Полуфинале               | 3                        | 2014/15, 2021/22, 2022/23.                   |                          |
| Континентална такмичења — 1 |                          |                          |                                              |                          |
| ЛЕН Лига шампиона           | Победник                 | 0                        | /                                            |                          |
| ЛЕН Лига шампиона           | Финалиста                | 1                        | 2013/14.                                     |                          |
| ЛЕН Лига шампиона           | Полуфинале               | 0                        | /                                            |                          |
| ЛЕН Куп Европе              | Победник                 | 1                        | 2012/13.                                     |                          |
| ЛЕН Куп Европе              | Финалиста                | 1                        | 2024/25.                                     |                          |
| ЛЕН Куп Европе              | Полуфинале               | 0                        | /                                            |                          |
| ЛЕН Суперкуп                | Победник                 | 0                        | /                                            |                          |
| ЛЕН Суперкуп                | Финалиста                | 1                        | 2013.                                        |                          |

## Новији резултати
| Сез.     | Првенство Србије | Куп Србије   | Регионално такмичење            | Европско такмичење                                |
| -------- | ---------------- | ------------ | ------------------------------- | ------------------------------------------------- |
| 2017/18. | 6. место         | Четвртфинале | —                               | —                                                 |
| 2018/19. | Полуфинале       | Финалиста    | Друга Јадранска лига — 3. место | —                                                 |
| 2019/20. | није одиграно    | Победник     | Друга Јадранска лига — Првак    | Куп Европе — Групна фаза (3. место)               |
| 2020/21. | Првак            | Финалиста    | Јадранска лига — Првак          | Куп Европе — Четвртфинале                         |
| 2021/22. | Финалиста        | Победник     | Јадранска лига — 4. место       | Лига шампиона — Групна фаза                       |
| 2022/23. | Полуфинале       | Полуфинале   | Јадранска лига — Полуфинале     | Лига шампиона — Групна фаза                       |
| 2023/24. | Финалиста        | Полуфинале   | Јадранска лига — 6. место       | Лига шампиона — Квалификације (2. место, група Б) |
| 2023/24. | Финалиста        | Полуфинале   | Јадранска лига — 6. место       | Куп Европе — Квалификације (4. место, група Д)    |
| 2024/25. | Првак            | Полуфинале   | Јадранска лига — Првак          | Лига шампиона — Групна фаза                       |
| 2024/25. | Првак            | Полуфинале   | Јадранска лига — Првак          | Куп Европе — Финалиста                            |

## Истакнути бивши играчи
| - Вања Удовичић - Филип Филиповић - Славко Гак - Војислав Чупић - Ђорђе Башић - Ђорђе Филиповић - Борис Злоковић - Дамир Бурић - Лазар Добожанов - Александар Ћирић - Здравко Радић - Марко Ћук - Никола Дедовић - Иван Басара - Борис Поповић | - Јосип Врлић - Еди Алијагић - Срђан Вуксановић - Небојша Тохољ - Марко Мартинић - Раде Јоксимовић - Душан Марковић - Ђорђе Лекић - Нино Блажевић - Вук Јелача - Никола Томашевић - Стефан Живојиновић - Вукашин Ганић - Лука Босић - Вељко Ђерковић | - Душан Панајотовић - Филип Трајковић - Алекса Манић - Лазар Живадиновић - Роман Пилипенко - Алексеј Шмидер - Мајкл Розентал - Енди Стивенс - Ведран Ћирковић - Милош Миличић - Стефан Поповић - Игор Лазић - Марко Петковић - Немања Станојевић |

## Познати тренери
- Данило Николић
- Дејан Удовичић
- Дејан Јововић
- Урош Стевановић